# Sam Levinson
Samuel Levinson (8 de gener de 1985) és un director, productor i guionista estatunidenc. És conegut per ser el creador de la sèrie dramàtica per a adolescents d'HBO Euphoria (2019 – actualitat), per la qual va obtenir una nominació al BAFTA TV Award.
També és conegut per escriure i dirigir la pel·lícula dramàtica de comèdia Another Happy Day (2011) i el thriller de comèdia negra Assassination Nation (2018). Va coescriure el guió de la comèdia d’acció Operation: Endgame (2010), el biogràfic televisiu The Wizard of Lies (2017), el thriller Deepwater Horizon (2016) i el drama Malcolm & Marie (2021).

## Primers anys
Levinson és fill de Diana Rhodes i del cineasta Barry Levinson. És de fe jueva. Va estudiar l'actuació del mètode durant quatre anys.

## Carrera
Levinson va debutar al cinema com a actor a la comèdia de fantasia Toys del 1992, al costat del seu germà Jack. Més tard, va aparèixer a la pel·lícula de comèdia-drama Bandits (2001) i a la comèdia satírica What Just Happened (2008). El 2009, va coprotagonitzar com a Peter Thompson a la pel·lícula dramàtica Stoic.
El 2011, Levinson va guanyar el premi Waldo Salt Screenwriting Award al Sundance Film Festival per la seva primera pel·lícula com a director, Another Happy Day, protagonitzada per Ellen Barkin.
Levinson va coescriure el guió de la pel·lícula de thriller de desastres Deepwater Horizon, que es va estrenar l'agost del 2016. També va ser productor executiu de la pel·lícula dramàtica Pieces of a Woman.
Levinson va coescriure la pel·lícula de televisió de 2017 The Wizard of Lies, dirigida pel seu pare Barry Levinson. La pel·lícula se centra en Bernie Madoff, que és interpretat per Robert De Niro.
El 2018, Levinson va escriure i dirigir la pel·lícula Assassination Nation. La pel·lícula es va estrenar al Festival de Cinema de Sundance de 2018 amb crítiques mixtes de la crítica, que van elogiar la seva acció "frenètica i visualment elegant", però van criticar els personatges poc profunds.
El juny de 2019, Levinson va crear la sèrie dramàtica televisiva HBO Euphoria, basada en la sèrie israeliana homònima. La sèrie va rebre elogis de la crítica per la seva direcció, escriptura i interpretació. Va destacar per la seva representació gràfica i crua d’adolescents que lluiten amb l’addicció a les drogues i la sexualitat.

El 2020 durant la pandemia de COVID-19, Levinson va escriure i dirigir la pel·lícula Malcolm & Marie, amb l'estrella d'Eufòria Zendaya, distribuïda per Netflix el febrer de 2021. Levinson va coescriure el guió del thriller psicològic eròtic Deep Water, basat en la novel·la homònima de 1957 de Patricia Highsmith. El 29 de juny de 2021, Levinson va anunciar que co-crearia, escriuria i produiria una altra sèrie dramàtica de televisió de HBO anomenada The Idol, juntament amb l'artista The Weeknd i el seu soci productor Reza Fahim, que es va estrenar el 4 de juny de 2023 amb ressenyes negatives.

## Vida personal
Del 2008 al 2011, Levinson va sortir amb l'actriu Ellen Barkin. Actualment Levinson està casat amb Ashley Lent Levinson. La parella té un fill.
Levinson ha parlat de les seves lluites amb les drogues quan era adolescent i adult jove.

## Filmografia

### Pel·lícules
| Any  | Títol                | Director | Guionista | Productor | Notes                                          |
| ---- | -------------------- | -------- | --------- | --------- | ---------------------------------------------- |
| 2010 | Operation: Endgame   | No       | Sí        | No        | Coescrit amb Brian Watanabe                    |
| 2011 | Another Happy Day    | Sí       | Sí        | No        | Debut com a director                           |
| 2016 | Deepwater Horizon    | No       | Sí        | No        | Coescrita amb with Zach Helm                   |
| 2017 | The Wizard of Lies   | No       | Sí        | No        | Coescrita amb Sam Baum i John Burnham Schwartz |
| 2018 | Assassination Nation | Sí       | Sí        | No        |                                                |
| 2020 | Pieces of a Woman    | No       | No        | Sí        |                                                |
| 2021 | Malcolm & Marie      | Sí       | Sí        | Sí        |                                                |
| 2021 | Deep Water           | No       | Sí        | No        |                                                |

#### Actor
| Any  | Tiyol              | Personatge      |
| ---- | ------------------ | --------------- |
| 1992 | Toys               | War Room Player |
| 2001 | Bandits            | Billy Saunders  |
| 2008 | What Just Happened | Carl            |
| 2009 | Stoic              | Peter Thompson  |

### Sèries
| Any          | Títol    | Director | Guionista | Productor executiu | Notes   |
| ------------ | -------- | -------- | --------- | ------------------ | ------- |
| 2019–present | Euphoria | Sí       | Sí        | Sí                 | Creador |